# Alaska Thunderfuck
Alaska Thunderfuck, (egentligen Justin Andrew Honard) även känd som Alaska och Alaska Thunderfuck 5000, född 6 mars 1985 är känd från femte säsongen av RuPauls dragrace och är en amerikansk dragshowartist och artist.

## Uppväxt
Honard föddes i Erie, Pennsylvania, och tog studenten 2003 från Fort LeBoeuf High School. Han studerade teater vid University of Pittsburgh.

## Karriär
Alaska var under tidigt 2010-tal pojkvän till Sharon Needles, vinnaren av RuPaul's Drag Race säsong fyra (de har senare separerat). I säsong fem slutade Alaska på delad andra/tredjeplats.  Tre år senare, 2016, vann Alaska säsong två av RuPaul's Drag Race All Stars. 
Efter Drag Race har Alaska gett ut flera musikalbum och musikvideos (både som soloartist och tillsammans med Willam och Courtney Act som The AAA Girls), varit värd för podcasten Race Chaser tillsammans med Willam och medverkat i filmen The Last Sharknado: It's About Time (2018). 2021 publicerades självbiografin My Name's Yours, What's Alaska?.

## Diskografi

### Album
- 2015 - Anus
- 2016 - Poundcake
- 2019 - Vagina
- 2022 - Red 4 Filth

## Filmografi

### Filmer
- 2018 - The Last Sharknado: It's About Time

### TV
- 2013 - RuPauls dragrace
- 2013 - RuPaul's Drag Race: Untucked
- 2013 - NewNowNext Awards

### Webbserier
- 2013 - Pure Camp[5]
- 2014 - Bro'Laska (tillsammans med sin bror Cory Binney)

## Teater
- 2013 - The Rocky Horror Show[6]